# Schiller-Oberschule Sarstedt
Die nach Friedrich Schiller benannte Ober- und Offene Ganztagsschule bildet mit dem Gymnasium Sarstedt und der Albert-Schweitzer-Grundschule das Schulzentrum der Stadt Sarstedt. Etwa die Hälfte der Absolventen erreicht den erweiterten Realschulabschluss.

## Entstehung
Die 1906 als „Gehobene Abteilung“ der Lutheraner Stadtschule gegründete Bildungseinrichtung wird 1928 als vollwertige Mittelschule gleichwertig anerkannt. 1936 wird ein Neubau errichtet. 1955, zum 150. Todestag Friedrich Schillers, wird die Schule in die „Schiller-Mittelschule“ umbenannt. Ein Jahr später errichtet man in der Friedrich-Ludwig-Jahn-Straße ein Schulgebäude. 1965 erfolgt die Umbenennung in „Schillerrealschule“. 1975 kommt es zum Umzug, welcher 2004 mit der Auflösung der Orientierungsstufe rückgängig gemacht wird, durch die Einführung der Orientierungsstufe, die nun das Gebäude der Realschule innehat, in das Gebäude des Gymnasiums Sarstedt. Im Jahr 1976 folgt die Übernahme der Schulträgerschaft durch den Landkreis Hildesheim. 2009–2010 erfolgte eine energetische Sanierung. Im März des Jahres 2010 entsteht für das Schulzentrum Sarstedt eine Mehrzweckhalle (auch Mensa oder Stadtsaal). Dennoch war die Mittagessensversorgung, welche für eine Ganztagsschule unverzichtbar ist, zeitweilig nicht gesichert. So ist die Versorgungssicherheit hauptsächlich durch die finanziellen Zuschüsse des Gemeinschaftswerkes des Gymnasiums Sarstedt gesichert.
Durch die zum 1. August 2011 in kraftgetretene Schulreform in Niedersachsen (Gegliedertes Schulsystem) wurden Haupt- und Realschule nach Zustimmung des Kreistages zur Schiller-Oberschule Sarstedt zusammengelegt.

## Demographischer Wandel und damit verbundener Rückgang der Schülerzahlen
Die Schiller-Oberschule steht mit 51 Neuanmeldungen (2012/2013), wie viele andere Schulen auch, vor dem Problem des demographischen Wandels und des Rückgangs der Schülerzahlen. Die Kreisverwaltung Hildesheim rechnet mit einem Rückgang von mehr als 33 % im Landkreis Hildesheim. Bereits für das Jahr 2018/2019 sei ein Defizit von 24 % zu erwarten. Im Konkreten heißt dies, dass mittelfristig betrachtet aus Sicht der Schulverwaltung ein Gebäudeteil nicht mehr benötigt werden würde.

## Profil
In den Jahrgängen sechs bis zehn gibt es pro Woche vier Unterrichtsstunden Wahlpflichtkurse in Form von Einzel- (45 min) oder Doppelstunden (90 min). Angeboten werden sowohl textiles Gestalten, Kunst und Sport als auch Sprachen (Französisch und Englisch; Zweite Fremdsprache).

### Jumbo
Zur Berufsorientierung besteht das „Jumbo-Projekt“. Es bietet Jugendlichen aus Jahrgangsstufe acht die Möglichkeit in zwei Wochen Einblick in fünf verschiedene Tätigkeiten aus Bereichen des Handwerkes und der Dienstleistung zu bekommen.

### Berufsinformationszentren
BiZ (Informationszentrum der Bundesagentur für Arbeit) bietet die Möglichkeit, sich über die Arbeitswelt zu Informieren. Die Schiller-Oberschule-Sarstedt greift auf dieses Angebot zurück und vermittelt auf diesem Wege Schüler an die Agentur für Arbeit.

## Förderverein
Der Förderverein der Schiller-Oberschule („Schiller-Oberschule Sarstedt e.V.“), der am 22. Juni 2000 gegründet wurde, finanziert Teile des Schullebens unter dem Motto: Wir Initiieren, organisieren, kooperieren, finanzieren. Insgesamt sind seit der Gründung über 10.000 € investiert worden.
Gefördert wurde unter anderem das Projekt „grünes Klassenzimmer“. Außerdem finanzierte der Verein Preise für Jugend-Forscht und das Projekt „Umweltschule“. Ein direkter Beitrag zum Unterricht ist die Finanzierung einer zusätzlichen Hilfskraft und das Angebot eines Computerkurses für die Jahrgangsstufe acht.
2023 löste sich der Förderverein auf.

## Auszeichnungen und Projekte
Im Jahr 2011–2013 nahm die Schiller-Oberschule zum fünften Mal am Projekt „Umweltschule in Europa“ teil und hat dabei die Auszeichnung „Agenda-21-Schule“ erhalten. Das Konzept bestand unter anderem aus einer Teilnahme am Wettbewerb Jugend Forscht beziehungsweise Schüler-Experimentieren im Fachbereich Biologie. Ein Projekt über Algen zeichnete man mit einem ersten Preis aus. Dazu kamen Projekte wie ein gesundes Frühstück und die Gestaltung des Schulhofes. Es wurden verschiedene Arbeitsgemeinschaften eingerichtet: zum Beispiel Umwelt-ArbeitsGemeinschaft, Gesunde Ernährung, Kochen- und Selbstbehauptung für Mädchen-Arbeitsgemeinschaft.
In Zusammenarbeit mit dem Präventionsrat der Stadt Sarstedt wurde im Stadtsaal für insgesamt 400 Schüler der Schiller-Oberschule-Sarstedt, des Gymnasiums Sarstedt und der Albert-Schweitzer-Grundschule von der Theatergruppe „Radix“ das Theaterstück „Fake oder war doch nur Spaß“, das von Cybermobbinghandelt, aufgeführt.
Es wurde ein Workshop über das Musikinstrument Klavier für Klasse neun im Musikunterricht in Kooperation mit PPC gehalten.
Die Schiller-Oberschule nimmt am Projekt der Hildesheimer Allgemeinen Zeitung, HAZ macht Schule, und der Sparkasse Hildesheim teil. Bestandteil des Projektes ist ein Besuch der Produktionsgebäude der Hildesheimer Allgemeinen Zeitung in Hannover und der Redaktion, welches Einblick in die journalistische Praxis vermittelt und Medienkenntnisse bei der methodisch praktischen Auseinandersetzung mit dem gesellschaftlichen Umfeld stärkt. Die im Zuge des Projektes geschriebenen Schülerartikel werden dann in der Zeitung, die jeder teilnehmende Schüler kostenlos erhält, und im Internet veröffentlicht.
Zielformulierung des Chefredakteures der Zeitung:

„[Ich erhoffe mir] Kritische Leser und mündige Bürger“